# Dhuseni
Dhuseni, ook Ghuseni is een dorpscommissie (Engels: village development committee, afgekort VDC; Nepalees: panchayat) in het oosten van Nepal, gelegen in het district Ilam in Mechi, een van de zones van Nepal. Ten tijde van de volkstelling van 2001 had Dhuseni een inwoneraantal van 4514 personen, verspreid over 833 huishoudens. In 2011 waren er 4272 inwoners.
Van de plaats heeft men noordwestelijk zicht op het Annapurnamassief.